# Polyconoceras curvicornis
Polyconoceras curvicornis är en mångfotingart som beskrevs av Karl Wilhelm Verhoeff 1938. Polyconoceras curvicornis ingår i släktet Polyconoceras och familjen Rhinocricidae. Inga underarter finns listade i Catalogue of Life.